# 古緬涅
49°11′40″N 28°41′48″E / 49.19444°N 28.69667°E
古緬涅（烏克蘭語：Гуменне），是烏克蘭的村落，位於該國西南部文尼察州，由文尼察區負責管轄，始建於1679年，面積0.41平方公里，海拔高度289米，2001年人口785，人口密度每平方公里1,924.02人。